# アイルソン空軍基地
- イールソン空軍基地
- エイルソン空軍基地

アイルソン空軍基地（アイルソンくうぐんきち、英語: Eielson Air Force Base）は、アラスカ州フェアバンクスに位置するアメリカ空軍の基地である。F-35A戦闘機などを運用する第354戦闘航空団が所在している。姉妹基地のエルメンドルフ・リチャードソン統合基地とともに、アメリカ空軍のレッドフラッグ・アラスカ演習の開催拠点にもなっている。

## 概要

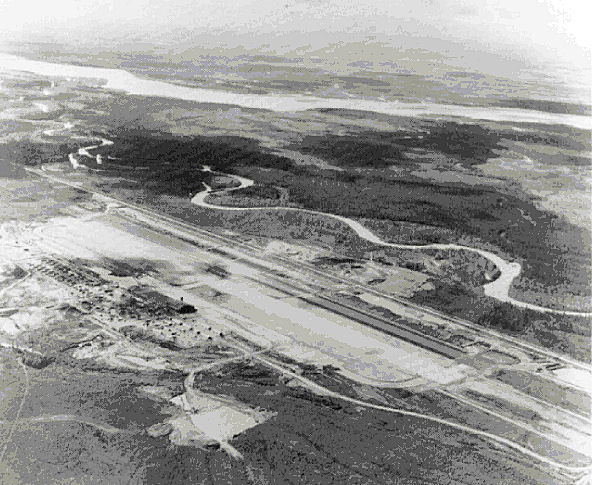
マイル26遠隔基地（1945年）

1943年6月7日、西部防衛司令部の指示で、滑走路2本を備えた飛行場の建設に着工し、1944年10月17日にマイル26遠隔基地として完成した。1948年1月13日にマイル26遠隔基地は、極地飛行を行ったパイロットのカール・アイルソンにちなみ、アイルソン空軍基地へ改称された。1950年代に入ると基地施設の建設が続き、BXや体育館、劇場、学校、営舎などが建設された。
アイルソン空軍基地の管理部隊としては1948年4月1日にアイルソン空軍基地航空団が創隊し、9月20日に第5010航空団へ改組された。1981年10月1日、第343複合航空団が第5010航空団に代わり管理部隊となった。1993年8月20日には第354戦闘航空団が第343複合航空団に代わる新たな管理部隊となっている。

## 環境汚染
アイルソン空軍基地は1989年11月21日に軍事スーパーファンド・サイトに指定され、地下水には鉛やベンゼン、キシレン、トルエンなどの揮発性有機化合物（英語: Volatile Organic Compounds、略称：VOC）が含まれていた。
2014年には、水成膜泡消火薬剤
（英語: Aqueous Film-Forming Foam、略称：AFFF）使用区域での有機フッ素化合物検査によって汚染が確認され、2015年3月に飲料水用の水源を変更。水質汚染は4月に基地北側のムース・クリーク近くの井戸でも確認され、7月にはムース・クリークの132の井戸からアメリカ環境保護庁の健康勧告レベルの1リットルあたり0.2マイクログラムを超えるペルフルオロオクタンスルホン酸（PFOS）が検出されており、アメリカ空軍は水質汚染の解決に向けた会議を8月に開催した。

## 所在部隊
アイルソン空軍基地には、以下の部隊が所在している。
第11空軍隷下
- 第354戦闘航空団（英語版）
  - 第354作戦群（英語版）
    - 第18アグレッサー飛行隊（英語版） - F-16C/D
    - 第353戦闘訓練中隊（英語版）
    - 第354作戦支援中隊
    - 第355戦闘飛行隊（英語版） - F-35A
    - 第356戦闘飛行隊（英語版） - F-35A

  - 第354整備群
    - 第354航空機整備中隊
    - 第354整備中隊
    - 第354弾薬中隊
    - 空軍工学・技術サービス

  - 第354医療群
    - 第354医療運用中隊
    - 第354医療支援中隊

  - 第354任務支援群
    - 第354施設中隊
    - 第354通信中隊
    - 第354契約中隊
    - 第354部隊支援中隊
    - 第354兵站即応中隊
    - 第354警備中隊

第19空軍隷下
- 第58特殊作戦航空団（英語版）
  - 第336訓練群（英語版）
    - 第66訓練中隊
      - 第1分遣隊（北極サバイバル学校）
- 第82訓練航空団（英語版）
  - 第982訓練群
    - 第372訓練中隊
      - 第25分遣隊

アラスカ空軍州兵隷下
- 第168航空団（英語版）
  - 第168作戦群
    - 第168空中給油飛行隊（英語版） - KC-135R
    - 第168作戦支援小隊

  - 第168整備群
    - 第168航空機整備中隊
    - 第168整備中隊
    - 第168整備運用小隊

  - 第168任務支援群
    - 第168施設中隊
    - 第168通信中隊
    - 第168兵站即応中隊
    - 第168警備中隊
    - 第168警備中隊

  - 第168医療群
- 第176航空団（英語版）
  - 第176作戦群
    - 第210救難飛行隊（英語版）
      - 第1分遣隊 - HH-60G

第16空軍隷下
- 空軍技術応用センター（英語版）
  - 第460分遣隊

空軍特別捜査局隷下
- 第6管区
  - 第632分遣隊

## 人口動態
アイルソン空軍基地は1970年の国勢調査で非法人地域として初めて登場し、1980年に国勢調査指定地域（英語: Census-designated place、略称：CDP）に指定された。
2000年国勢調査の時点で、基地内には5,400人、1,448世帯が居住しており、人種構成は白人が81.7%、黒人またはアフリカン・アメリカンが9.4%、ネイティブ・アメリカンが0.6%、アジア人が2.1%、太平洋諸島系が0.2%、混血3.9%、ヒスパニック・ラテン系が5.8%、その他の人種2.2%となっている。
世帯平均収入の中央値は35,938USドル、人口一人あたりの収入は11,512USドルとなっている。